# Стів Дейнс
Стівен Девід «Стів» Дейнс (англ. Steven David «Steve» Daines; нар. 20 серпня 1962, Лос-Анджелес, Каліфорнія) — американський політик з Республіканської партії. Був членом Палати представників з 2013 по 2015, сенатор США від штату Монтана з 2015.

## Біографія
У 1984 році закінчив Університет штату Монтана, а потім приєднався до Procter & Gamble. Він покинув компанію у 1997, щоб працювати в сімейному бізнесі Clair Daines Construction в місті Бозмен. Три роки потому він став віце-президентом RightNow Technologies.